# هلفيلة غبساء
هلفيلة غبساء (الاسم العلمي: Helvella fusca) هي نوع من الفطريات يتبع جنس الهلفيلة من الفصيلة الهلفيلية.